# Fontclaireau
Fontclaireau korábbi község Franciaországban, Charente megyében. Lakosainak száma 436 fő (2020. január 1.). Fontclaireau Fontenille, Lichères, Mansle, Mouton és Puyréaux községekkel határos.
2023. január 1-jén Mansle korábbi községgel egyesült és az így létrejött Mansle-les-Fontaines új község része lett.

## Népesség
A település népessége az elmúlt években az alábbi módon változott:
| Lakosok száma | 354  | 324  | 300  | 360  | 410  | 417  | 450  | 436  | 438  | 436  |
|               | 1968 | 1975 | 1990 | 1999 | 2011 | 2013 | 2016 | 2017 | 2019 | 2020 |